# To the Moon and Back
To the Moon and Back is een nummer van het Australische muziekduo Savage Garden uit 1998. Het is de derde single van hun titelloze debuutalbum.
"To the Moon and Back" vertelt het verhaal van een vrouw die worstelt met intimiteit en op zoek is naar iemand die van haar houdt, ondanks haar gebreken en intimiteitsproblemen. Het meisje is eenzaam en vervreemd van de samenleving, leeft in een fantasiewereld om haar hart te beschermen. De plaat leverde Savage Garden een nummer 1-hit op in hun thuisland Australië. Ook daarbuiten sloeg de single aan, en werd het in veel landen een hit. In het Nederlandse taalgebied werd het nummer een bescheiden hit; met een 33e positie in de Nederlandse Top 40, en een 28e positie in de Vlaamse Ultratop 50.

## Tracklijst
- Cd-single

1. "To the Moon and Back" (radioversie) - 5:09
2. "Santa Monica" - 3:35
3. "Memories are Designed to Fade" - 3:34
4. "To the Moon and Back" (albumversie) - 5:41